# Toulouse Futsal Club
Le Toulouse Futsal Club est un club français de futsal basé à Toulouse. Il est promu en Championnat de France Futsal au terme de la saison 2009-2010 après le titre de Champion Régional.

## Histoire
Une bande d'amis amoureux du ballon rond, issus du même lycée —le lycée Marcelin Berthelot à Toulouse— décident de jouer ensemble, lors des Tournois inter-scolaires ou amicaux de foot à 7 au printemps... Enchaînant les résultats favorables sur les gazons de la région toulousaine, la jeune équipe va découvrir le futsal lors d'un Tournoi à Blagnac organisé en juin. Finaliste du Tournoi, l'équipe décide de fonder son club, de s'affilier avec la Fédération Française de Football et d'engager son équipe dans le premier championnat futsal de la région, que la Ligue Midi-Pyrénées de Football prévoit de lancer quelques mois plus tard.
C'est sur la Place Esquirol que le Toulouse Futsal Club verra le jour. Le 10 juillet 2003 le club est officiellement créé et aussitôt affilié à la FFF. Un mois plus tard, le 16 août 2003, le Toulouse Futsal Club crée et engage une équipe de futsal à Canet-en-Roussillon (66) sur le même modèle. Le club se construit doucement, les joueurs et dirigeants apprennent sur le tas… Après une première saison encourageante, le développement du club passe par la création dès 2004 d'une deuxième équipe, puis d'une troisième en 2008. En 2009, Le Toulouse Futsal Club crée une section loisirs, une section féminine et une section de Cheerleaders (pompom girls). À l'aube de la saison 2010, le club est promu en Championnat de France. En 2015, le TFC crée sa section de Foot 7. En 2019 le club continu son développement et crée sa section Beach Soccer. 

## Couleurs du club
Depuis sa création, soucieux de représenter au mieux sa ville, le club a sélectionné et conservé les couleurs suivantes :  
- Le Violet est choisi comme référence au couleur de Toulouse
- Le Noir en hommage aux Capitouls (le noir était la couleur du quartier Esquirol) 
- Le Blanc en couleur tertiaire

## Joueurs en sélection
Dès l'année de création du club, le Toulouse Futsal aura des joueurs en sélection régionale et un international albanais. Si chaque année des joueurs sont appelés dans les diverses sélections (nationale, régionale ou départementale), lors de la saison 2006-2007, neuf joueurs sur les dix de l'équipe fanion seront en sélection dont Olivier Helmany dans le groupe France. À l'issue d'un parcours exceptionnel en Coupe de France (2009), Dimitri Bravo (18 ans), est convoqué à Clairefontaine avec l'Équipe de France (Guille Cedric pré-sélectionné). Entre 2009 et 2016 d'autres joueurs grossiront les rangs de la sélection, notamment chez les jeunes. En 2016, le club enregistre l'arrivée du capitaine de la sélection du Panama : Edgar Rivas.
- Équipe de France A
  - Ounzar Samad
- Equipe de France A'
  - Guille Cédric
  - Ounzar Ahmed
  - Helmany Olivier
- Équipe de France U21
  - Bravo Dimitri
  - Becquet Jonathan
  - Abourachid Nasser
  - Otto Samuel
- Équipe du Panama
  - Rivas Edgar (capitaine)
- Équipe d'Albanie
  - Eris Kapxhiu Zhuri

## Palmarès
- Championnat de France Futsal (FFF) : 2010 - 2012 - 2013
- Finale de Coupe de France 2009
- 1/2 Finale de Coupe de France 2008
- Champion Régional DH : 2007 - 2010 - 2012
- Champion Régional Féminin : 2012 - 2013 - 2014
- Vice-Champion Régional DH : 2005 - 2008
- Champion Régional PH : 2008
- Trophée Bonhoure : 2007 - 2008 - 2009 - 2010
- Finaliste du Challenge Régional : 2006
- Finaliste du Tournoi International de Cannes 2008
- 3ème du Tournoi International de Cannes 2007